# Portland (Maine)
Portland è una città degli Stati Uniti d'America, la più popolosa dello Stato del Maine. La città di Portland nell'Oregon prese nome dalla Portland del Maine.

## Geografia fisica

### Territorio

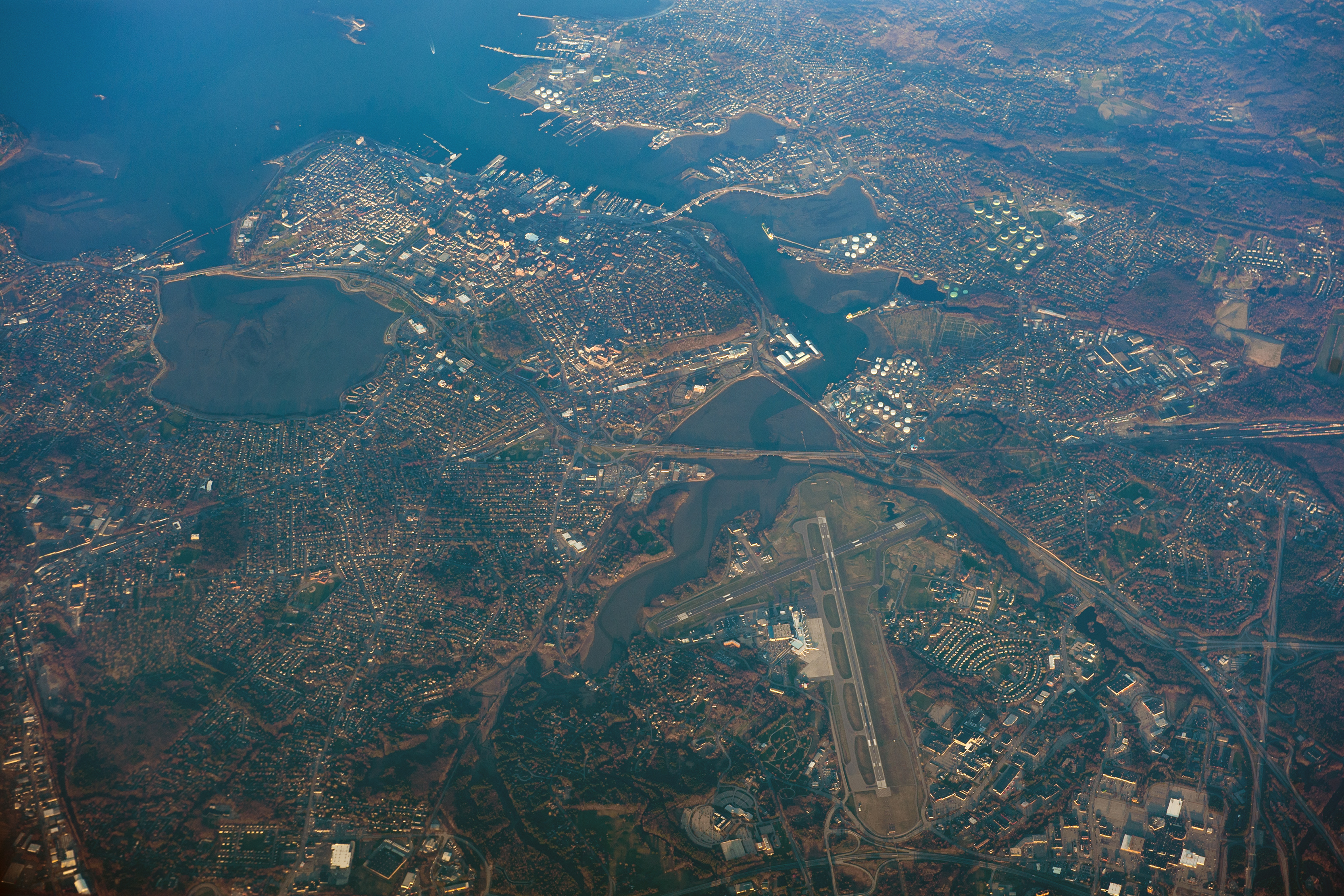
Vista aerea di Portland

Si trova nel sud del Maine ed ha una superficie di 136,2 km², di cui 81,2 km² di acque interne.
Confina con South Portland, Westbrook, Falmouth e Casco.

### Clima
La classificazione dei climi di Köppen inserisce Portland e gran parte del Maine nella fascia Dfb:
- la lettera maiuscola D si riferisce a climi con il mese più freddo dell'anno con temperature medie inferiori ai -3° e quelle del mese più caldo con valori sopra i 10°,
- la lettera minuscola f indica un clima senza una stagione asciutta,
- la lettera minuscola b riguarda i climi con estate calda ma con il mese più tiepido con temperature medie sotto i 22°.

Dunque quello della principale città del Maine è un clima freddo, nivale, umido in tutti i mesi dell'anno, cioè con precipitazioni ben distribuite in ogni mese, e con stagione estiva moderatamente calda.
In effetti, guardando le medie climatiche della città nel periodo di riferimento dell'Organizzazione Mondiale della Meteorologia (1961-1990), si evince che il mese più freddo, gennaio, ha una media assoluta di -6,1° mentre quella di luglio sale fino a +20,3°. Tra novembre e marzo le medie delle minime restano sottozero mentre a gennaio anche le medie delle massime sono negative.
Portland è una città costiera ma ha un clima oltre che (per la ventosità, le tempeste oceaniche e le precipitazioni abbondanti) marittimo anche decisamente continentale tant'è che le medie vanno dai -11,4 delle minime di gennaio ai +26,0 delle massime di luglio.
Anche i record termici sono sintomo dell'estrema continentalità del clima della città tant'è che la temperatura più alta registrata è stata di +39,4 mentre la minima più fredda è sprofondata fino a -39,4°.
Per quanto riguarda le precipitazioni queste sono frequenti tutto l'anno.
La media pluviometrica è di 1126,2 mm, il mese con meno precipitazioni è agosto con 72,8 mm mentre quello con maggiori precipitazioni è novembre con 131,3 mm.
Nei mesi più freddi le precipitazioni tendono ad essere nevose mentre in estate si concentrano quasi tutti i temporali.
Con l'esclusione dell'Alaska Portland è una delle città marittime più nevose di tutti gli Stati Uniti: in un anno, soprattutto tra novembre e marzo, cadono mediamente 178,8 cm.
Nei mesi più freddi dell'anno non sono rari i blizzard ossia le tempeste di neve che possono bloccare la città e far precipitare le temperature di parecchi gradi sotto lo zero. Nella prima parte della primavera sono tipici i ritorni dell'inverno con grandi nevicate e temperature negative mentre nella seconda metà della stagione iniziano i primi calori semi-estivi che portano ad un veloce ed esplosivo risveglio vegetativo. Durante la stagione estiva si possono registrare, a causa dell'aria meridionale proveniente dall'interno degli USA e dal Golfo del Messico, eventi di caldo intenso con massime sopra i 30° anche se di frequente perturbazioni piovose o fronti temporalesche rinfrescano l'aria. L'autunno vede un progressivo e veloce raffreddamento: nella prima parte la cosiddetta estate indiana, l'autunno caldo caratteristico del Nord America, può portare scampoli semi-estivi mentre nella seconda metà iniziano le prime ondate di freddo con neve sulle coste. Questa è anche la stagione in cui grazie ai primi freddi si verifica il suggestivo e affascinante fenomeno del fogliame autunnale (letteralmente: fogliame) ossia l'esplosione di un'intensa colorazione dalle tonalità pastello, soprattutto rosso e marrone, delle foglie degli alberi decidui. Il foliage ha dato vita ad un vero e proprio flusso turistico.
Portland è una città molto nebbiosa così come spesso è colpita da forti tempeste oceaniche.
| Medie assolute / Mese               | Media        | Gen   | Feb   | Mar  | Apr   | Mag  | Giu  | Lug  | Ago  | Set  | Ott  | Nov   | Dic   |
| ----------------------------------- | ------------ | ----- | ----- | ---- | ----- | ---- | ---- | ---- | ---- | ---- | ---- | ----- | ----- |
| Medie Massime                       | 12.7         | -0,9  | 0.6   | 5.2  | 11.2  | 17.3 | 22.6 | 26.0 | 25.2 | 20.7 | 14.8 | 8.3   | 1.7   |
| Medie minime                        | 2.1          | -11.4 | -10.2 | -4.1 | 1.1   | 6,3  | 11.1 | 14.6 | 13.9 | 9.3  | 3.5  | -0,8  | -7.8  |
| Precipitazioni millimetri           | Anno: 1126.2 | 89.6  | 84.5  | 93.2 | 103.6 | 91.9 | 87.3 | 78.4 | 72.8 | 78.4 | 99.0 | 131.3 | 115.5 |
| Fonte: Medie climatiche di Portland |              |       |       |      |       |      |      |      |      |      |      |       |       |

## Popolazione
Portland nel 2000 contava 64 249 abitanti, mentre nel 2004 i residenti erano scesi a 63 882.

## Cultura

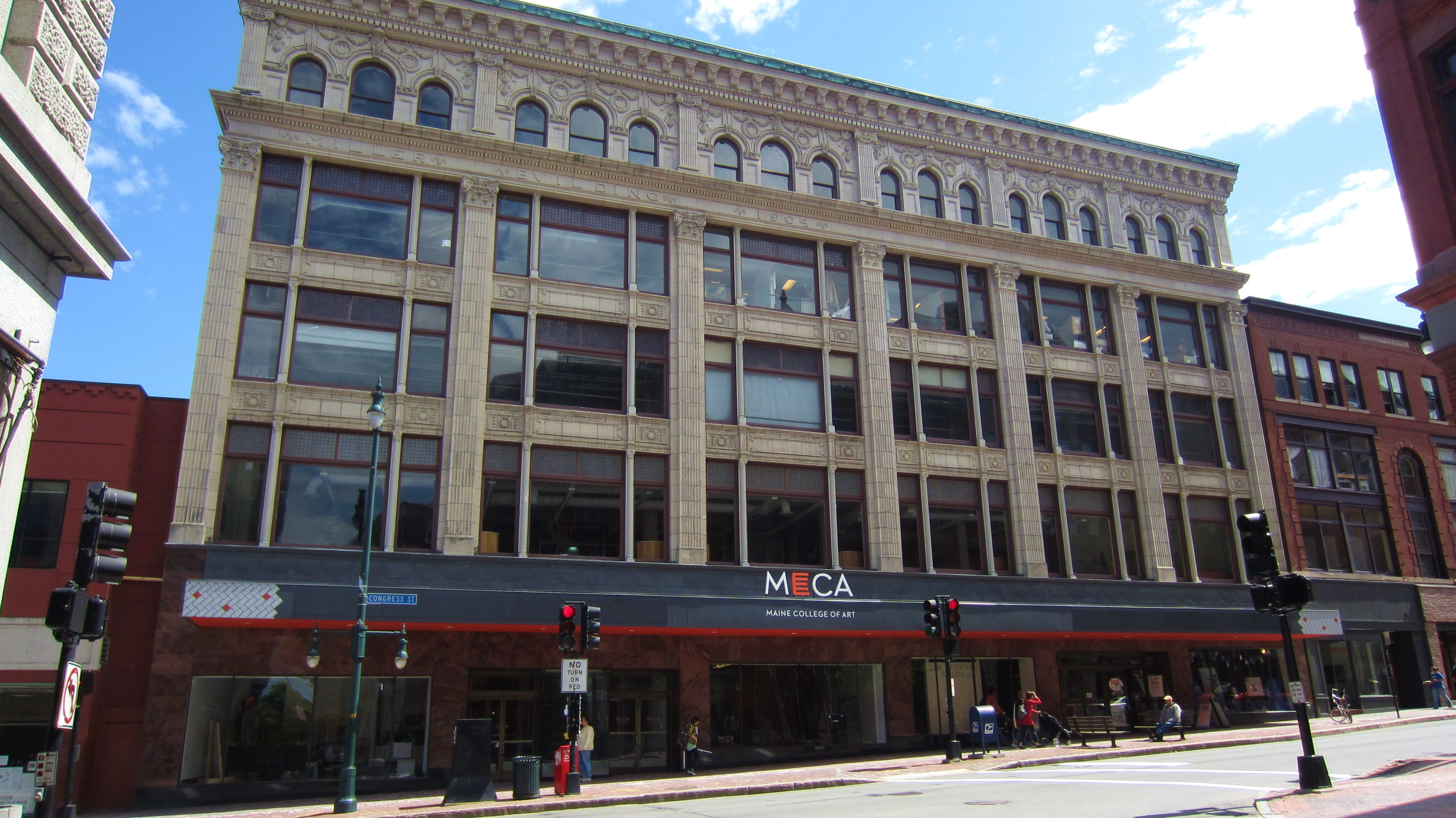
L'edificio storico Porteous, Mitchell and Braun Company Building del 1904, ospita le aule, le biblioteche e le gallerie del Maine College of Art & Design.

Portland ha tre università: la University of Southern Maine, la University of New England, e la Maine College of Art (MECA).
Oltre ad esse, in città vi sono diversi istituti superiori.
Vi ha sede la Portland Symphony orchestra, che si esibisce in un proprio auditorium cittadino.
Tra i musei presenti, il più importante è il Portland Museum of Art.
Vi nacque Henry Wadsworth Longfellow, scrittore e poeta, fra i primi ad assurgere a fama internazionale fra i letterati americani.
Ha dato inoltre i natali allo scrittore statunitense contemporaneo Stephen King e alla scrittrice Elizabeth Strout.

## Monumenti e luoghi d'interesse
Grazioso è il centro della città. Tra i diversi luoghi d'interesse, si segnala il Maine Mall, grande arteria commerciale preferita da migliaia di persone per fare shopping. Numerosa la comunità italiana di recente immigrazione che ha prodotto l’apertura di attività economiche di successo. Tra queste Gorgeous Gelato, una gelateria italiana molto famosa, sempre sulle guide americane come una delle migliori degli Stati Uniti.

## Comunicazioni
A Portland si trova il più importante e trafficato aeroporto del Maine, il Portland International Jetport, che ha registrato un picco annuo di 1,5 milioni di passeggeri.